# Кари, Эмма
Эмма Каролиина Кари (фин. Emma Karoliina Kari; род. 15 мая 1983, Эспоо, Уусимаа) — финский политический и государственный деятель. Член партии Зелёный союз. Депутат городского совета Хельсинки с 2008 года, заместитель председателя комитета по вопросам воспитания и образования и заместитель председателя Комитета по устойчивому развитию. В прошлом — депутат эдускунты (2015—2023), министр по вопросам окружающей среды и климата Финляндии (2021—2022).

## Биография
Родилась в 1983 году в Эспоо. Отец — Илкка Кари, политик от Коалиционной партии, который в течение восьми лет занимал пост председателя городского совета Эспоо.
Окончила школу Вихерлааксо в Эспоо. Получила степень бакалавра в Хельсинкском университете, в 2018 году — степень магистра философии в области наук об окружающей среде в Хельсинкском университете.
В 2006—2008 годах возглавляла молодёжное отделение Зелёных в Хельсинки.
По итогам муниципальных выборов 26 октября 2008 года набрала 1031 голосов и избрана депутатом городского совета Хельсинки. В 2013—2015 годах — председатель фракции совета и заместитель председателя правительства города Хельсинки. Была председателем комитета по вопросам воспитания и образования, в настоящее время — заместитель председателя комитета по вопросам воспитания и образования.
Баллотировалась на парламентских выборах 2011 года, набрала 1031 голосов, не была избрана. В 2011—2014 годах была помощником депутата эдускунты. По итогам парламентских выборов 2015 года набрала 4647 голосов в избирательном округе Хельсинки и избрана депутатом эдускунты. 23 апреля 2019 года стала первым заместителем председателя парламентской группы Зелёных, 11 июня — председателем, 5 июня 2020 года — вторым заместителем председателя. С 2 февраля по 27 октября 2021 года вторично была председателем парламентской группы Зелёных. Председатель комитета по окружающей среде с 5 мая по 8 июня 2015 года, член комитета по образованию с 18 июня 2019 года по 5 июня 2020 года и с 4 февраля по 12 ноября 2021 года, член комитета по окружающей среде с 5 февраля по 12 ноября 2021 года, член финансового комитета с 2 мая по 17 июня 2019 года. В январе 2023 года объявила, что не будет баллотироваться на парламентских выборах 2 апреля.
На очередном осеннем собрании «Зелёных женщин» в Йювяскюля 19 ноября 2017 года Эмма Кари избрана председателем.
11 октября 2021 года по предложению Марии Охисало на заседании парламентской группы и партийной делегации избрана министром по делам окружающей среды и климата на время отпуска Марии Охисало (с ноября 2021 года до лета 2022 года). Сменила Кристу Микконен, которая избрана министром внутренних дел вместо Марии Охисало. 19 ноября президент назначил Эмму Кари министром по делам окружающей среды и климата Финляндии в кабинете Марин. 7 июня 2022 года освобождена от должности, её сменила Мария Охисало.
Кари и фотограф и журналистка Кукка Ранта написали книгу «Kalavale», опубликованную в 2012 году, в которой рассматриваются последствия коммерческого рыболовства.

## Личная жизнь
Супруг — программный директор Гринпис в Финляндии Тапио Лааксо.
Мать троих детей.